# Districtul Bethioua
Bethioua este un district din provincia Oran, Algeria.